# Hauptstromkreis
Der Hauptstromkreis, auch als Laststromkreis bezeichnet, wird mit dem Laststrom der Verbraucher beaufschlagt und stellt einen Teil einer elektrischen Schaltung dar. Er wird aus den Hauptgeräten und den Hauptleitungen gebildet. Dabei werden die Hauptgeräte vom Hauptstrom in einer bestimmten Reihenfolge durchflossen:
1. Elektrische Sicherung
2. Hauptschalter
3. Hauptschütz
4. Motorschutzschalter
5. Verbraucher

Die elektrischen Leitungen und Kontakte in Laststromkreisen müssen so dimensioniert sein, dass die auftretenden hohen Ströme sicher beherrscht werden. Hierfür werden häufig Leistungsschütze mit entsprechenden Leistungskontakten verwendet. Diese werden nach der zu übertragenden Leistung ausgewählt. Für die Leitungen ist ein zur Stromstärke passender Querschnitt erforderlich.
Von den Hauptstromkreisen sind die Steuerstromkreise zu unterscheiden. Steuerstromkreise beinhalten die notwendige Logik zur Steuerung oder Verriegelung der Hauptstromkreise. Steuerstromkreise sind häufig Teil der Schaltungen rund um eine speicherprogrammierbare Steuerung. Ebenso zählen Notausstromkreise meist zu den Steuerstromkreisen.